# Gemey Paris
 (septembre 2017).
Si vous disposez d'ouvrages ou d'articles de référence ou si vous connaissez des sites web de qualité traitant du thème abordé ici, merci de compléter l'article en donnant les références utiles à sa vérifiabilité et en les liant à la section « Notes et références ».
Gemey est une marque de produits cosmétiques fondée en 1923 aux États-Unis et propriété du groupe L'Oréal depuis 1973.

## Historique
La société américaine Gemey est fondée en 1923. Elle apparaît pour la première fois en France avec le fond de teint compact Pancake. La marque est alors présente sur différents marchés tels que les fonds de teint, les poudres et les soins du visage[réf. nécessaire].
La société est rachetée en 1973 par le groupe L'Oréal, et en 1976 la marque de mascaras Ricils, également acquise par L'Oréal lui est accolée.
Dans les années 1980, Gemey Paris est développée par la fusion des marques Gemey et Ricils. 
En 1998, Gemey Paris et Maybelline New York (également propriété du groupe L'Oréal) fusionnent en France sous le nom de Gemey Maybelline. À l'international, Gemey Paris disparait au profit de Maybelline New York[réf. nécessaire].